# ودرال
ودرال (به انگلیسی: Wetheral) یک روستا و محله مدنی در بریتانیا است که در کارلایل واقع شده‌است. ودرال ۴٬۵۴۱ نفر جمعیت دارد.